# Gaig pitnegre
El gaig pitnegre (Cyanocorax affinis) és un ocell còrvid sud-americà del gènere Cyanocorax que habita zones boscoses des de Costa Rica, fins al nord-oest de Veneçuela.